# Neotenia

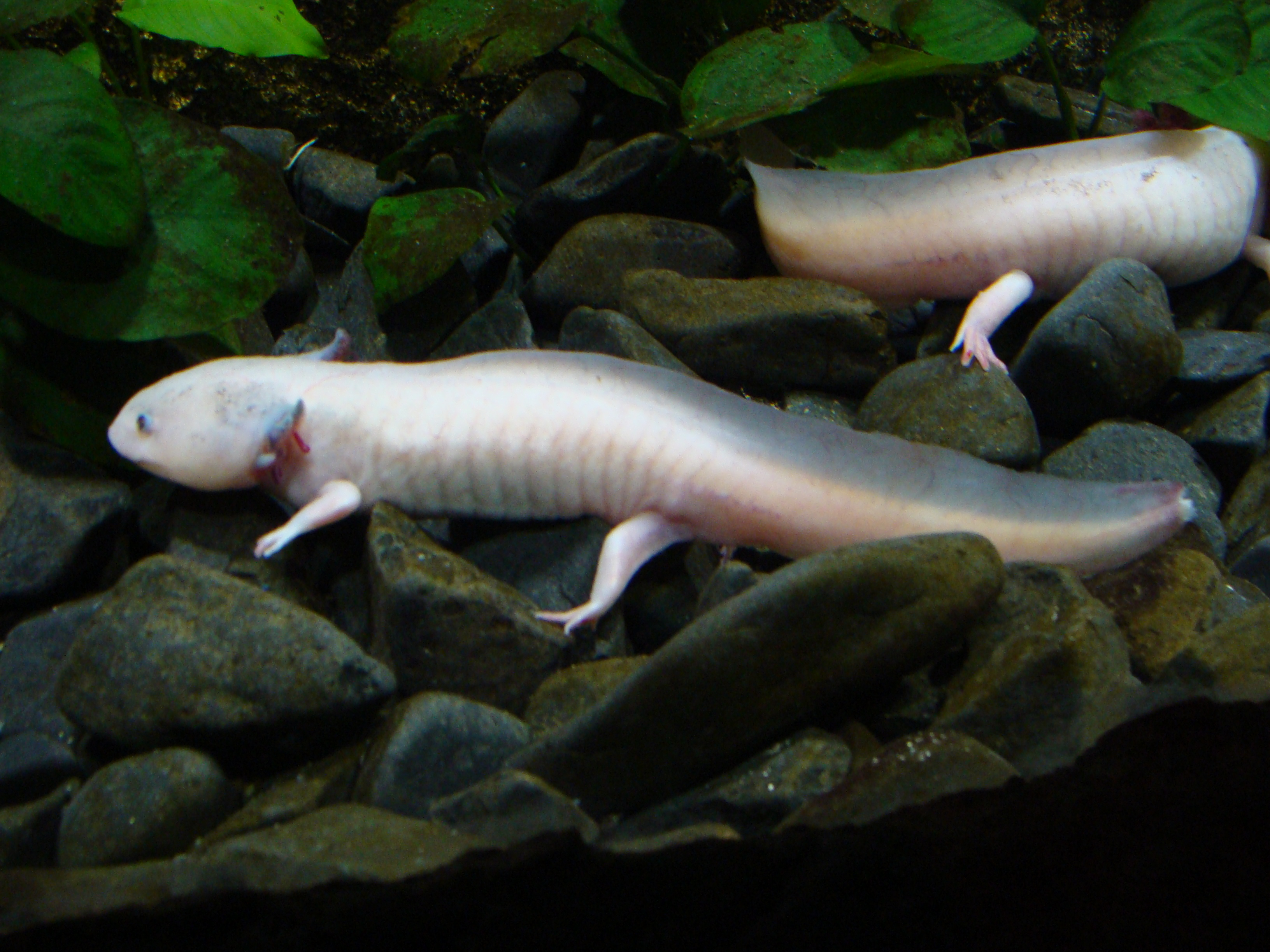
Aksolotl – zdolna do rozrodu larwa ambystomy meksykańskiej (Ambystoma mexicanum)

Neotenia (gr. teínein ‘napinać’, ‘rozciągać’) – zdolność płciowego rozmnażania się larw niektórych zwierząt, występująca w następstwie przyspieszonego w stosunku do reszty ciała rozwoju narządów rozrodczych (neotenia pełna albo zupełna), a także zatrzymanie u osobników dorosłych pewnych cech infantylnych (neotenia niepełna albo niezupełna). Neotenia jest szczególnym przypadkiem pedogenezy.
Neotenia pełna występuje u płazów, czerwców, termitów.
Neotenia pełna u płazów wynika z braku reakcji tkanek larw na stymulujący przemianę larw hormon tarczycy (tyroksynę), przy normalnym jej rozwoju, bądź z niedorozwoju tarczycy. Wywołana jest także warunkami środowiskowymi, które hamują rozwój larw, np.: niską temperaturą lub brakiem pokarmu.
Współcześnie występuje też używanie terminu neotenia (wykraczające poza kategorię biologia rozrodu) jako zachowywanie cech osobników młodocianych przez osobniki dorosłe. Cecha ta jest charakterystyczna dla ludzi, jak i szympansów bonobo. Frans de Waal dostrzega ją „w naszej niesłabnącej skłonności do zabawy, dociekliwości i kreatywności, a także w naszej bujnej wyobraźni seksualnej”.